# Cynotilapia
Cynotilapia és un gènere de peixos pertanyent a la família dels cíclids.

## Distribució geogràfica
Es troba a l'Àfrica oriental.

## Taxonomia
- Cynotilapia afra (Günther, 1894)[3]
- Cynotilapia axelrodi (Burgess, 1976)[4]
- Cynotilapia pulpican (Tawil, 2002)[5][6][7][8][9][10][11]